# عبد الحميد حاج درويش
عبد الحميد حاج درويش سياسي كردي وسكرتير الحزب الديمقراطي التقدمي الكردي. من مواليد قرية القرمانية التابعة لناحية الدرباسية في محافظة الحسكة عام 1930م.

## وفاته
الوفاة في 24 تشرين الأول / أكتوبر 2019 في مدينة القامشلي إثر أزمة قلبية وتم نقل جثمانه إلى مسقط رأسه في قرية القرمانية.